# 高濃度うどん排水処理施設
高濃度うどん排水処理施設（こうのうどうどんはいすいしょりしせつ）とは、うどん店のうどんの茹で汁（以下「うどん湯煮排水」と表記する）等を処理するための排水処理（浄化槽）設備である。
化学的酸素要求量（COD）や生物化学的酸素要求量（BOD）が比較的高いとされる、うどん湯煮排水による水質汚染を受け、香川県と浄化槽製造企業（株式会社CNT・株式会社四国技研工業など）などの共同開発により誕生した、うどん湯煮排水専用の排水処理設備である。

## 背景

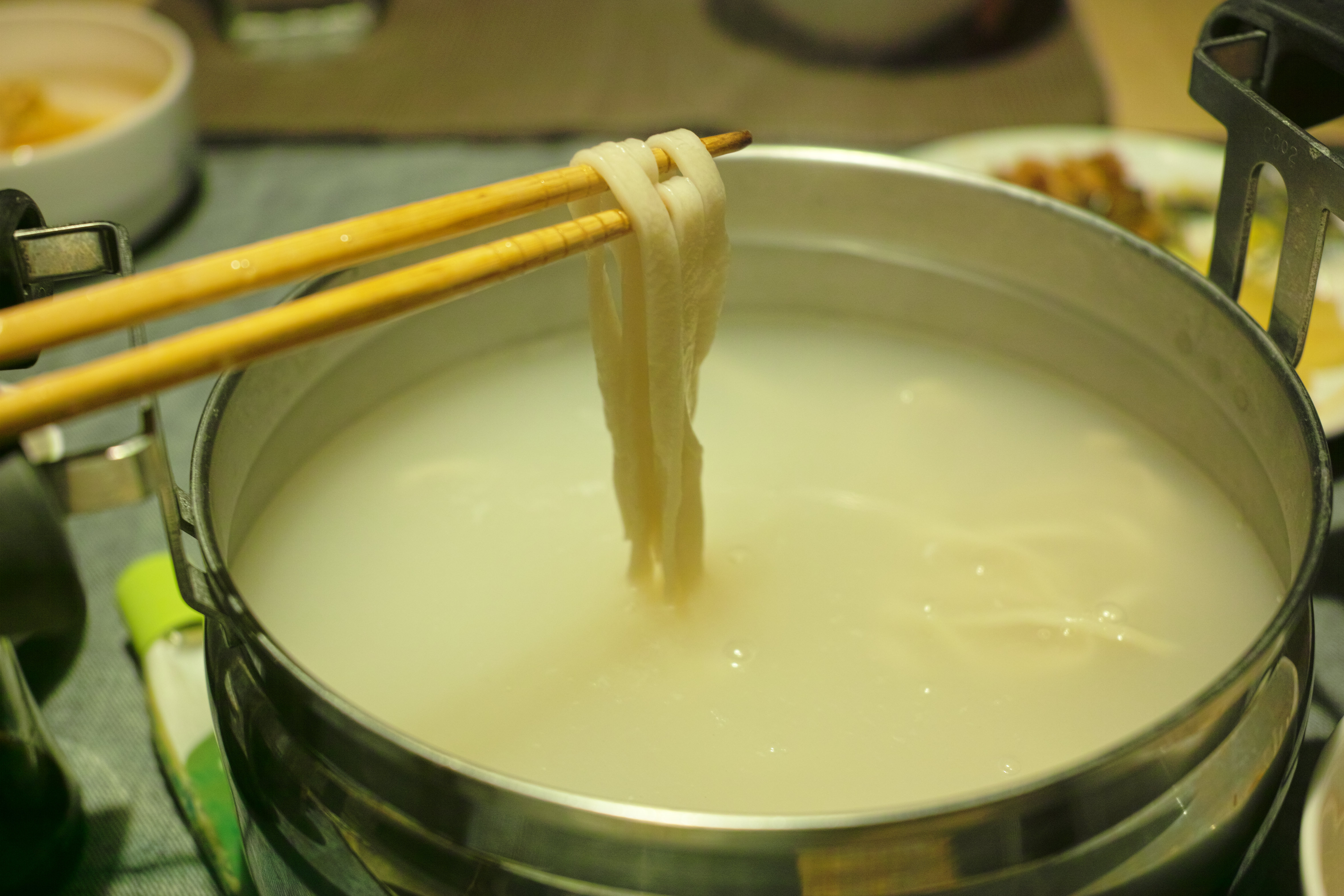
釜揚げうどんで見られるように、うどんの茹で汁は大量のデンプンにより白濁している。

2004年（平成16年）ごろの讃岐うどんブームの際、香川県には県内外から多くの観光客が殺到した。それに伴い、大量のうどんが茹でられたが、高濃度のデンプンや、糊化デンプン・グルテンを主体とする、うどん湯煮排水は、化学的酸素要求量（COD）が1,000mg/Lと、一般生活排水の10倍（合併処理浄化槽付の家庭の場合は30倍）、一般的な飲食店の排水の約2倍とされる。また、水質汚濁防止法に基づく「CODの一律規制基準」の120mg/Lの約8倍に相当し、法的基準値を大幅に超過する。昼のピーク時には 10,000 mg/Lに達するという報告もある。
また茹麺工場で発生する排水のBODとCODは正の相関関係を呈することが報告されており、生物化学的酸素要求量（BOD）に着目しても、一般的な合併浄化槽に流れ込む汚水のBODが300mg/Lであるのに対し、うどん湯煮排水は5000mg/Lと高濃度であることも特筆される。
観光客だけでなく、普段からうどんを喫食する文化が根強くある香川県において、日々大量のうどんが茹でられている。故に大量のうどん湯煮排水が発生し、うどん湯煮排水による水質の富栄養化が問題となった。富栄養化により悪臭やアオコの発生、場合により水路等のヘドロ化が懸念された。現に、
ブーム当時は、うどん湯煮排水を未処理のまま水路に流す店舗が多く、またBOD・CODが異常に高いことから従来の合併浄化槽ではうどん湯煮排水の負荷が重く処理が困難なため、未処理ないし処理不十分のうどん湯煮排水によって、水路等の汚染による悪臭が発生し、うどん店の近隣から住民からの苦情も多く聞こえた。また、うどん湯煮排水だけでなく、うどんの切れ端などの固形物や、天ぷらの揚げ油も放流する例もあり、汚染の原因として列挙された。そのため、県として、この問題に対処するべく、うどん湯煮排水も処理できる高性能な排水処理施設の開発が要請された。

## 「うどん湯煮排水」と法規制
水質汚濁防止法に基づく処理施設の設置義務は「1日当たり50トン以上の排水を行う施設」とされている。しかし香川県の調査により、有機物による水質汚染の3割は設置義務のない中小規模の事業者であり、排水量も1日当たり50トン未満であった。また、香川県は水質汚濁防止法の特例法である瀬戸内海環境保全特別措置法による水質汚染の規制があるが、同法の規制にも該当する規定がない。そのため、規制にかからない小規模店舗からのうどん湯煮排水への対処は急務であった。
香川県では法律よりもより厳しい基準として、県条例である『香川県生活環境の保全に関する条例』を改正して対応した。「水質特定施設」に「飲食店の生うどん湯煮施設」が指定され、2012年（平成24年）4月1日より、1日10トン以上の排水を行う香川県内の一定規模のうどん店に対して、合併浄化槽とは別にうどん湯煮排水を処理する「うどん排水処理施設」の設置が義務付けられた。また、地下水の利用についても2012年より規制が設けられた。

## 高濃度うどん排水処理施設の開発
香川県では条例制定と並行して、汚濁の少ないうどんの茹で方や打ち方の研究（例として、打ち粉を落として茹でる、過度にかき回さないなど。これにより、排水の汚濁が前者では20%、後者では30%削減できるとされる）を行ったほか、四国各地の大学・高等学校などとの産学官研究、県独自の排水処理システムの開発などが行われた。このうち、2004年には「香川県うどん店排水処理開発支援事業」として、高性能な排水処理施設の開発に20社が応募、四国技研工業社の「流動担体接触ばっ気方式」、CNT社の「活性汚泥（バイオリアクター）方式」による実証試験が行われた。これにより実用化されたのが「高濃度うどん排水処理施設」である。CNT社によれば、"高濃度"とは、BOD基準で合併処理浄化槽よりも高濃度の汚濁である、と説明している。
このほか、環境省の環境技術実証モデル事業として、クボタ社の「膜分離活性汚泥（液中膜パック）方式」、積水アクアシステム社の「回転円板方式（立体格子状接触体）」の試験も行われた。
2005年に「高濃度うどん排水処理施設」が実用化され、稼働した。CNT社によれば、稼働開始以降、香川県内だけでなく、県外のうどん店においても当設備を設置する例もあるという。

## 高濃度うどん排水処理施設の例

### 流動担体接触ばっ気方式
四国技研工業が開発した方式。流動槽と呼ばれる槽に、微生物を付着させたポリエチレン担体を循環させて汚水と接触させて分解させる方式。小型のため乗用車1台分のスペースで完結する利点があるが、維持管理費の問題、油水分離槽の必要性などの改善が必要とされた。
定期試験結果（参考値除く）（処理量　約５ｍ３/日） 
|        | BOD              | COD            | pH       |
| ------ | ---------------- | -------------- | -------- |
| 流入水 | 1,100～1,900 ppm | 570～1,130 ppm | 5.9～6.9 |
| 処理水 | 45～590 ppm      | 30～210 ppm    | 6.1～7.3 |

＊法的基準値：BOD, CODとも160 ppm
電力使用量 890 kwh/月
処理水のにおい 臭気指数 14,臭気濃度 23,臭気強度 0(無臭),不快度 0
騒音 60.9 dB

### 活性汚泥（バイオリアクター）方式
CNTが開発した方式。フロック状の微生物が汚水を分解する活性汚泥法に生物分解作用を高めたバイオリアクター方式を組み合わせた方法。処理後の水質で金魚などが生育できる水質となる。一方で糸状菌の発生の阻止や目詰まり、ランニングコストなどの改善が必要とされた。
定期試験結果（参考値除く）（処理量　約５ｍ３/日）
|        | BOD            | COD            | pH       |
| ------ | -------------- | -------------- | -------- |
| 流入水 | 930～1,900 ppm | 570～1,300 ppm | 5.2～6.6 |
| 処理水 | 7.4～270 ppm   | 21～400 ppm    | 6.7～7.6 |

＊法的基準値：BOD, CODとも160 ppm
電力使用量 460 kwh/月
処理水のにおい 臭気指数 14,臭気濃度 23,臭気強度 0(無臭),不快度 0
騒音 62 dB

### 膜分離活性汚泥（液中膜パック）方式
クボタが開発した方式。微多孔性膜を生物処理槽に入れて処理する。ばっ気槽および沈殿槽を膜が代用するため、小型でメンテナンス性が高いが、他方式より非常に高価である。

### 回転円板方式（立体格子状接触体）
積水アクアシステムが開発した方式。円板に付着させた微生物を接触体こと回転させ、汚水と空気に交互に浸漬・接触させることで処理する。様々な濃度の廃液を処理することができ、管理も容易とされている。一方で前者2方式より割高である。
凝集分離剤の開発
「高濃度うどん処理装置」の低コスト化を試みているも、依然として高価であることから、既存の浄化槽の撹拌設備やグリース・トラップなどに使用できる凝集分離剤の開発が報告されている。

## メディアでの露出例
CNT社の「高濃度」うどん「排水」「処理」「施設」というネーミングから、「すごい名前の施設」（ねとらぼ）、「一瞬発電所の関連施設かとも見間違う」（FNN）と報じられ、Twitterにおいては「うどんこわい」「マジで食品のうどんのことなの？薬品名とかじゃなくて？」「めんつゆが入っているのでは」などと話題になった。

## その他のうどん湯煮排水の対策

### エネルギー資源化
廃棄されるうどんや、うどん湯煮排水から、バイオエタノールの抽出やメタン発酵により、エネルギー資源化する技術が確立し、うどんを茹でるボイラー熱源や発電への利用が提唱・研究されている。

### 肥料化
先述のバイオエタノール抽出後の廃液を肥料として利用する研究が行われた。

## 「川や海にやさしいうどん作り」
「うどん店排水対策マニュアル」によれば、高濃度うどん排水処理施設だけでなく、以下の方法による汚染防止策を提言している。